# Te-Moak Shoshone
Te-Moak Shoshone (Te-Moak), federalno priznata konfederacija zapadnošošonskih bandi Battle Mountain, na Battle Mountain Colony, zapadno od Battle Mountaina u okrugu Lander; Ostale bande žive u okrugu Elko, to su Elko, na Elko Colony; South Fork, južno od Elka; i Wells, nešto zapadnije od grada Wells u sjeveroistočnoj Nevadi. 

## Vanjske poveznice
- The Te-Moak Tribe of Western Shoshone Indians
- Te-Moak Tribe of Western Shoshone Indians